# 우다이 후세인
우다이 후세인(아랍어: عُدي صدّام حُسين 우다이 사담 후세인 알-티크리티[*], 1964년 6월 18일 ~ 2003년 7월 22일)은 사담 후세인과 그의 첫 번째 아내 사지다 탈파의 장남이다.
또한 그는 쿠사이 후세인의 형이다. 우다이는 몇 년 동안 사담 후세인의 후계자로 선택된 상태였다. 그러나, 우다이는 그의 이상한 행동으로 인하여 아버지와 동생과의 관계가 악화되어 후에 사담 후세인의 계승권을 잃었다. 그 후 2003년 미국의 주도로 이라크를 침공한 이후, 그는 모술에서 전투 중에 미군 특수 부대 특별팀(태스크 포스 20)에 의해 그의 남동생의 쿠사이와 함께 살해되었다.
우다이는 신문사 바벨과 이라크 TV 채널 알 샤밥 TV를 개설했으며 혁명 지도 평의회의 부위원장과 부의장을 지냈다. 그는 이자트 이브라힘의 딸과 결혼했지만 추후에 그녀와 이혼했으며 키가 2m를 넘는 장신이었다.

## 생애
아버지인 사담 후세인이 감옥에 있는 동안 우다이는 사담 후세인과 사자디 탈파 사이에서 바그다드에서 태어났다.
우다이는 매우 우수한 성적(6과목에서는 거의 평균 100%)으로 고등학교를 졸업했다. 처음에, 그는 바그다드 대학 공대에서 자신의 대학 시절을 시작했다. 그는 공학 대학에서 수 km 떨어진 곳으로 이사를 가서 3일간 공학 대학을 다녔다. 우다이는 76명 중 수석으로 졸업했고 바그다드 대학에서 공학사 학위를 취득했다.
사담 후세인의 늦둥이 아들로서 그의 뛰어난 머리는 그를 사담 후세인의 장래 후계자로 만들었지만 우다이는 그의 아버지를 싫어했다. 그는 1988년 10월에 호스니 무바라크 이집트 대통령의 부인인 수잔 무바라크를 기리는 파티에서 사담의 측근을 살해했다. 살인에 대한 형벌로, 사담은 잠시 아들을 투옥시켰다. 그러나 우다이는 개인 감옥에서 3개월 동안 봉사활동만 하고 곧 석방되었다.
사담은 나중에 우다이를 이라크 올림픽 위원회 회장과 축구 협회 회장, 그리고 사담의 경호 조직 중 하나의 우두머리로 임명했다. 전자의 역할에서 우다이는 그의 명성을 자랑하는 듯 스스로를 "아부 사르한"(아랍어로 "늑대"라는 뜻)이라고 칭했다.
우다이는 1996년 12월에 암살 위기에 몰려서 영구적인 장애를 당했다. 우다이를 암살하려는 저격범이 우다이의 포르쉐를 향해 총을 난사했는데 그 중 총알 8발이 그의 포르쉐를 운전하고 있을 때 그의 몸에 명중되었다. 우다이는 마비로 추정했다. 대피 이븐시나 병원에서 치료를 받아 결국 회복하지만 여러 차례 반복된 수술에도 불구하고 총알이 그의 척추에 박히는 바람에 손을 쓰지 못하여 눈에 띄게 다리를 저는 장애를 가지게 된다. 그리고 그의 척추에 박힌 총알은 그가 죽을 때까지 제거하지 못했다.
이러한 일련의 상황들로 사담 후세인은 결국 자신의 후계자를 쿠사이로 변경했다.
우다이는 이라크에 대한 미국의 무역 제재 조치를 위반 논란을 일으킨 야후와 MSN 메신저에 계정을 열었다.

## 말년
2003년 7월 22일에 미군 101번째 공수 사단의 부대가 모술 북부 이라크 도시로 가던 도중 우다이와 쿠사이 및 쿠사이의 14살짜리 아들 무스타파와 전투를 했다. 그는 (쿠사이는 후계자가 되는) 이라크 재생 카드에서 하트의 에이스가 되었다. 태스크 포스 20이 집 안의 주민을 체포하려고 시도하는 동안 101번째 공수 사단은 이라크에서 미확인 제보에 따라 행동을 하고 있었다. 미군은 200명 이상의 병력을 동원하여 우다이와 쿠사이를 전투 끝에 사살하고 사살한지 4시간 후에 우다이와 쿠사이의 아지트에 침입하여 우다이, 쿠사이 및 그들의 경호원으로 추정되는 4구의 시신을 발견했다. 추후에 치과 기록을 토대로 이들 중 2명이 우다이와 쿠사이인 것으로 확인되었다. 이 모든 것은 이라크 주민들의 밀고에 의한 것이였다.
이 무렵 사담의 딸들, 즉 우다이의 여동생들은 이라크를 떠났다.
미국 행정부가 우다이와 쿠사이 형제의 시체 사진을 공개했다. 미군은 이들이 일반 전투원이라고 밝히고 사망자 확인은 이라크 국민에게 종결을 가져올 것이라고 희망을 표현하는 것이었다.
우다이는 동생 쿠사이와 쿠사이의 아들 무스타파와 함께 티그리트 근처의 공동 묘지에 묻혔다.